# Obłomow
Obłomow (ros. Обломов) – powieść rosyjskiego pisarza Iwana Gonczarowa z 1859 r. Powieść opisuje życie Ilji Iljicza Obłomowa, rosyjskiego szlachcica wychowanego w tradycyjny sposób, który zupełnie nie przygotował go do samodzielnego życia w zmieniającej się Rosji. Użyty w powieści termin “obłomowszczyzna”  stał się szybko popularny w Rosji jako doskonały opis rosyjskiej szlachty, ubożejącej wskutek swego lenistwa, apatii, braku wykształcenia i samozadowolenia.

## Bohaterowie
Ilia Iljicz Obłomow – (lat 32-33 na początku powieści) dobroduszny, jedyny syn ziemiańskiej rodziny, wychowany w “cieplarnianych” warunkach i zupełnie nieprzygotowany do samodzielnego życia. Podjęcie jakiejkolwiek decyzji jest dla niego torturą – albo odkłada ją w nieskończoność, albo zdaje się na innych, przez co jest nieustannie wykorzystywany (z wyjątkiem Stolza). Z faktu tego albo nie zdaje sobie sprawy, albo go po cichu akceptuje, wiedząc, że to i tak wygodniejsze rozwiązanie, a wygoda stanowi dla niego najważniejsze kryterium jego egzystencji (co skrzętnie wykorzystuje Tarantiew). Dlatego jego ulubioną taktyką jest tak długie opóźnianie podjęcia decyzji, jak tylko się da. Obłomow był swego czasu urzędnikiem o wysokiej randze, ale nie wytrzymał na tym stanowisku dłużej jak trzy lata. Zrezygnował przed trzydziestką oficjalnie ze względu na stan zdrowia. Według M. A. Dobrolubowa: "Na czym polegają główne cechy charakteru Obłomowa? Na całkowitym bezwładzie, który wynika z obojętności na wszystko, co się dzieje na świecie. Przyczyna zaś obojętności tkwi częściowo w pozycji społecznej Obłomowa, częściowo zaś w charakterze jego rozwoju umysłowego i moralnego. Jeśli chodzi o pozycję społeczną, Obłomow jest jaśnie panem; „ma Zachara i jeszcze trzystu Zacharów” – jak mówi autor." 
Zachar Trofimycz – (lat ok. 50 na początku powieści ) służący Obłomowa, którym zajmuje się od dziecka. Jest dumny ze swojego stanowiska, mimo że zupełnie się do niego nie nadaje. W mieszkaniu Obłomowa panuje brud i bałagan, a doniesienie tacy z herbatą bez upuszczenia zawartości na podłogę przekracza jego umiejętności. Podkrada pieniądze swojemu “barinowi” (dziedzicowi), ale są to niewielkie kwoty. Mimo to jest bardzo wierny Obłomowowi, którego mimo swych ograniczonych możliwości stara się chronić przed Tarantiewem.
Andriej Iwanowicz Sztolc – rówieśnik i najlepszy, w zasadzie jedyny przyjaciel Obłomowa. Syn niemieckiego nauczyciela i Rosjanki, wychowany w zgoła odmienny sposób od Obłomowa. Człowiek sukcesu w zmieniającej się Rosji. Namawia Obłomowa nieustannie i bezskutecznie do zmiany stylu życia. W powieści jest autorem terminu “obłomowszczyzna”. Niejednokrotnie ratuje Obłomowa z tarapatów.
Olga Siergiejewna Iljińska – (lat 20 na początku powieści) młoda dziewczyna z ziemiańskiej rodziny, przedstawiona Obłomowowi przez Sztolca. Osoba o silnym charakterze, szczera i oddana, ale w przeciwieństwie do Obłomowa rezolutna i niebojąca się konsekwencji swoich decyzji.
Agafia Matwiejewna Pszenicyna – (lat ok. 30 na początku powieści) dobra, pracowita, choć niezbyt inteligentna wdowa po sekretarzu kolegialnym, gospodyni domu na Wyborgskiej Stronie (Wyborskim Przedmieściu) wynajmowanego przez Obłomowa. Zdana zupełnie na swego brata Iwana Matwiejicza Muchojarowa, który podejmuje za nią wszystkie decyzje. Muchojarow twierdzi, że kontroluje swą siostrę do tego stopnia, że ta “wyrok śmierci na siebie podpisze i nie zapyta, tylko się uśmiechnie.”
Michej Andriejewicz Tarantiew – (lat 40 na początku powieści) ziomek Obłomowa. Traktuje Obłomowa jako stałe źródło pieniędzy i zupełnie nie krępuje się żądać coraz to nowych sum pod zwykle zmyślonym pretekstem. Mimo że Obłomow nigdy nie skąpi Tarantiewowi pieniędzy, ten jest wobec niego grubiański i nieustannie go obraża. Tarantiew jest w stałym konflikcie z Zacharem, który w rewanżu za swego pana ostentacyjnie nie okazuje Tarantiewowi szacunku.
Iwan Matwiejicz Muchojarow – (lat ok. 40 na początku powieści) kum Tarantiewa. Urzędnik niskiej rangi, który dzięki swej przebiegłości i braku skrupułów uzbierał 35 tysięcy rubli srebrem z łapówek i innych nieuczciwych machinacji. Dzięki całkowitej kontroli nad swoją siostrą wyłudził wspólnie z Tarantiewem znaczną sumę od Obłomowa, doprowadzając go niemal do nędzy.
Anisja – (lat 47 na początku powieści) kucharka Obłomowa, żona Zachara. Znacznie bardziej inteligentna i zaradniejsza od swego męża, ma na niego dobry wpływ. Często wyręcza go w jego obowiązkach, które wykonuje znacznie lepiej i ma nadzieję, że mąż czegoś w końcu się nauczy. Po przeprowadzce na Wyborgską Stronę, blisko zaprzyjaźnia się z Agafią Matwiejewną.

## Konstrukcja powieści
Powieść podzielona jest na dwa tomy, a każdy tom na dwie części. Pierwsze trzy części obejmują jeden rok. W części pierwszej, rozdział IX “Sen Obłomowa” przenosi czytelnika w czasy dzieciństwa Obłomowa i Sztolca. Część czwarta zaczyna się rok po zakończeniu trzeciej, przeskakując co kilka lat i zatrzymując się na ważniejszych wydarzeniach.

## Treść

### Część pierwsza
Początek powieści ma miejsce w mieszkaniu wynajmowanym przez Obłomowa przy ulicy Gorochowej w Petersburgu. Mieszkanie to jest brudne i zaniedbane, mimo że z Obłomowem mieszka jego służący Zachar. Obłomow leży cały czas na sofie, będąc odwiedzanym przez znajomych i wzywając co jakiś czas Zachara, by ten mu coś przyniósł lub usłużył. Obłomowa trapią dwa problemy – list od rządcy z jego majątku, wzywający go do osobistego przybycia i podjęcia ważnych decyzji oraz wiadomość od właściciela mieszkania, żądającego by Obłomow wyprowadził się z niego z powodu planowanego remontu i przebudowy lokalu. Obłomow zwleka z podjęciem decyzji, licząc na to, że obie kwestie, o których nie ma pojęcia, rozwiąże za niego któryś z jego przyjaciół. Odwiedza go Terentiew, który proponuje Obłomowowi przeprowadzkę do “kumy” na Wyborgską Stronę (prawobrzeżną dzielnicę Petersburga, w owych czasach o typowo wiejskim charakterze) oraz ewentualne zajęcie się jego majątkiem na wsi. Obłomow nie pali się do przeprowadzki  i wymyśla wiele powodów, dla których miałby tego nie robić. Terentiew jest bardzo niezadowolony z faktu, że niedługo ma przybyć Sztolc, którego serdecznie nienawidzi.
Po wyjściu Tarantiewa, Obłomow zapada w sen, który jest jednym z najbardziej popularnych fragmentów powieści. W śnie tym przedstawione jest dzieciństwo i wychowanie Obłomowa w majątku jego rodziców Obłomówce, błogie, wolne od trosk i odpowiedzialności. Stosunek do życia, jaki przejawia rodzina Obłomowa jest bardzo podobny do tego, jaki reprezentuje sam Obłomow – uciekanie od podejmowania decyzji i czekanie na to, co przyniesie los. Ze snu budzi go Zachar i w tej samej chwili przybywa Sztolc.

### Część druga
Sztolc jest najlepszym przyjacielem Obłomowa, już od dzieciństwa. Został jednak wychowany zupełnie inaczej – o ile rodzina Obłomowa chroniła go przed jakimkolwiek wysiłkiem lub zmartwieniem, sposób, w jaki traktował swego syna Iwan Sztolc, przedstawiony jest jako okrutny. Mimo to kariera Sztolca to pasmo sukcesów, nie tylko w porównaniu z Obłomowem. Podobnie jak Obłomow, Sztolc zrezygnował ze służby urzędniczej, ale zrobił to, by zająć się interesami, które przyniosły mu fortunę.
Sztolc postanawia zmienić apatyczne życie Obłomowa, zabierając go za granicę. Obłomow początkowo opiera się, ale kupuje akcesoria podróżne i jest gotowy do drogi. Jeszcze przed planowanym wyjazdem Sztolc poznaje Obłomowa ze znacznie młodszą Olgą, która oczarowuje Obłomowa i sama się w nim zakochuje. Obłomow nie wyjeżdża ze Sztolcem za granicę, ale wydaje się być odmienionym człowiekiem – z powodu miłości do Olgi. Sztolc wspominał jej o charakterze Obłomowa i Olga postanowiła go zmienić. Kochankowie spędzają lato na wsi pod Petersburgiem, rozwijając swe uczucie. Dla obojga jest to coś nowego, i tę część powieści wypełnia opis huśtawki nastrojów obojga bohaterów. Życie Obłomowa wydaje się wchodzić w nowy, dynamiczny etap.

### Część trzecia
Pojawia się Terentiew i wymusza zgodę Obłomowa na przeprowadzkę na Wyborgską Stronę. Obłomow, niechętnie, przeprowadza się i od razu zwraca uwagę na gospodynię domu, Agafię Matwiejewną. Jest ona wdową, ale niewiele młodszą od Obłomowa i jej pracowitość i przyjazna natura przypadają mu do gustu. Z jakiegoś powodu nie może przestać się wpatrywać w jej łokcie, gdy ta pracuje w kuchni lub sprząta ze służbą dom. Nie obywa się bez zgrzytu, gdy brat gospodyni, Iwan Matwiejicz, przedstawia Obłomowowi rachunek do zapłacenia. W kontrakcie na wynajem jest wiele zbędnych dodatków, których Obłomow nie potrzebuje, a za które zobowiązał się zapłacić. Okazuje się, że Obłomow podpisał bez czytania kontrakt podsunięty przez Tarantiewa. Gdy dochodzi do momentu zapłaty, Obłomow uświadamia sobie, że jego finanse są w opłakanym stanie. Powoduje to fundamentalną przemianę w Obłomowie: o ile wcześniej nalegał na Olgę, by iść do jej ciotki z oświadczynami, teraz zdał sobie sprawę, że może go w ogóle nie stać na wesele i utrzymanie rodziny. Za to naciskać zaczyna Olga, która szybko dostrzega dawne przywary w charakterze Obłomowa: ociąganie się i odkładanie decyzji na później. Wizyty Obłomowa u Olgi są coraz rzadsze, wykorzystuje on każdy pretekst, by ich uniknąć. Najważniejszą obecnie rzeczą jest oczekiwany przez niego list od plenipotenta jego majątku, jako że pozwoli on realnie oszacować finanse Obłomowa. Niestety, treść listu stanowi dla Obłomowa cios: plenipotent wymawia dzierżawę i opisuje katastrofalny stan Obłomówki. Podkreśla, że konieczny jest osobisty przyjazd Obłomowa. Obłomow przedstawia swój problem Iwanowi Matwiejiczowi, a ten poleca mu “odpowiedniego” człowieka, który pojedzie do Obłomówki i zajmie się majątkiem. Obłomow jest bardzo dumny, że załatwił sprawę bez wizyty w Obłomówce. Olga postanawia w końcu przyjść do Obłomowa i staje się jasne, że ich związek nie ma przyszłości. Pod koniec spotkania Olga pyta: “Czemu zginęło to wszystko? - podniósłszy głowę zapytała nagle. - Czyje przekleństwo ciąży na tobie? Coś ty zrobił takiego? Jesteś dobry, rozumny, czuły, szlachetny... i... giniesz! Co cię zgubiło? Nie ma nazwy to zło...”. Na co Obłomow odpowiada: “Ma nazwę. (…) To obłomowszczyzna!” 

### Część czwarta
Powieść przeskakuje o rok. Sytuacja w Obłomówce, choć daleka od doskonałości, stabilizuje się i majątek przynosi niewielki dochód. W odwiedziny do Obłomowa przyjeżdża Sztolc i szybko odkrywa, że polecony przez Iwana Matwiejicza pełnomocnik Obłomówki to zwykły oszust. Zmusza Obłomowa do anulowania pełnomocnictwa i Obłomówką odtąd zajmuje się Sztolc, przez co dochód Obłomowa zwiększa się z 1500 rubli do 5000 rocznie. Wiadomość ta stanowi cios dla Tarantiewa i Iwana Matwiejicza, ponieważ nie tylko doskonale zdawali sobie sprawę, że Obłomow jest oszukiwany, ale sami czerpali z tego korzyści – Iwan Matwiejicz był pomysłodawcą całego planu. Iwan Matwiejicz wpada na inny pomysł. Zauważa, że Obłomow z sympatią odnosi się do jego siostry. Postanawia nastraszyć Obłomowa, że są świadkowie jego rzekomo niemoralnego zachowania wobec Agafii Matwiejewny i by bronić jej czci, Tarantiew przekonuje pijanego Obłomowa do podpisania listu dłużnego na 10000 rubli, mających rzekomo trafić do Agafii Matwiejewny i jej dzieci, by zapewnić im bezpieczną przyszłość. Iwan Matwiejicz każe siostrze podpisać list dłużny wobec siebie samego, dzięki czemu przejmuje on pieniądze od Obłomowa. Agafia Matwiejewna nie zdaje sobie sprawy, że jest narzędziem do szantażowania Obłomowa, a Obłomow, że jego pieniądze trafiają do Iwana Matwiejicza. W wyniku tego, mimo zwiększonych dochodów z Obłomówki, sytuacja finansowa Obłomowa staje się bardzo trudna.
Powieść przenosi się na chwilę wstecz, by opisać jak Sztolc i Olga zbliżają się do siebie i w efekcie pobierają.
Półtora roku po wizycie Sztolca i przejęciu przez niego plenipotencji nad Obłomówką codzienna egzystencja Obłomowa graniczy z nędzą. Iwan Matwiejicz przejmuje prawie cały jego dochód i Agafia Matwiejewna zastawia swój dobytek, by choćby spowolnić upadek Obłomowa, w którym się kocha. Obłomow wydaje się nie być świadomy sytuacji, w jakiej się znalazł i tym bardziej nie ma pojęcia jak z niej wyjść, ale na jego szczęście ponownie przybywa Sztolc. Bardzo szybko łączy fakty i porusza z Agafią Matwiejewną kwestię listu dłużnego. Kobieta zarzeka się, że Obłomow nie jest jej nic winien i wystawia w tej sprawie oświadczenie na piśmie. Sztolc pokazuje oświadczenie Iwanowi Matwiejiczowi, a następnie idzie do swojego znajomego, który jest jednocześnie zwierzchnikiem Iwana Matwiejicza, skutkiem czego ten zostaje zdegradowany. W desperacji Tarantiew postanawia po raz kolejny, tym razem tylko krzykiem zastraszyć Obłomowa, by ten wystawił weksel na połowę swego majątku. Tym razem Obłomow otwarcie okazuje swe, narastające od dłuższego czasu obrzydzenie wobec Tarantiewa, policzkuje go i każe Zacharowi wyrzucić go za drzwi. Agafia Matwiejewna jako gospodyni także wyprasza Tarantiewa z domu.
Obłomow żeni się z Agafią Matwiejewną i rodzi im się syn. Leniwy tryb życia Obłomowa skutkuje chorobą serca. Sztolc odwiedza Obłomowa ostatni raz – tym razem przyjeżdża z nim Olga, która czeka w powozie. Obłomow decyduje się uniknąć z nią spotkania. Sztolc, który dopiero teraz dowiaduje się o żonie Obłomowa, jest zszokowany. Obłomow prosi go, by po śmierci Obłomowa zajął się jego synem Andriejem nazwanym tak na cześć Sztolca. Sztolc obiecuje mu to. Po powrocie Sztolca do powozu Olga nie może uwierzyć, że nie zobaczyła się z Obłomowem. Na jej pytanie “Ależ co się tam dzieje?”, Sztolc odpowiada “Obłomowszczyzna” .
Powieść przeskakuje o kolejne pięć lat do przodu. Agafia Matwiejewna nadal mieszka w tym samym domu, ale Obłomow już nie żyje. Jego syn jest pod opieką Sztolców, a Agafia Matwiejewna zrzekła się wszystkich dochodów z Obłomówki na rzecz małego Andrieja. Nie żyje też Anisja, a Zachar został żebrakiem, którego na petersburskiej ulicy spotyka Sztolc, idąc ze znajomym literatem, który okazuje się autorem powieści.

## Tłumaczenia na język polski
Obłomow został przetłumaczony na polski przez Franciszka Rawitę-Gawrońskiego (wydanie z 1922, Instytut Wydawniczy Bibljoteka Polska) i Nadzieję Drucką (wydanie z 1978, PiW). Tłumaczenie Rawity-Gawrońskiego zawiera wiele zwrotów przeniesionych bezpośrednio z języka rosyjskiego (np. barin, obroki, Wyborgska Strona), natomiast tłumaczenie Druckiej, mimo że była Rosjanką z pochodzenia, zastępuje te zwroty spolszczeniami (dziedzic, czynsz, Wybroskie Przedmieście). W tłumaczeniu Rawity-Gawrońskiego charakterystycznym elementem jest zastąpienie wołacza mianownikiem, typowe dla języka rosyjskiego (np. "Ilja Iljicz" zamiast "Iljo Iljiczu").

## Adaptacje
- 1966 - Oblomov - Włochy
- 1979 - Kilka dni z życia Obłomowa - ZSRR
- 1989 - Oblomov - BBC, Wlk. Brytania